# Protarum sechellarum
Protarum sechellarum Engl. – gatunek roślin, należący do monotypowego rodzaju Protarum, z plemienia Colocasieae, w rodzinie obrazkowatych, endemiczny dla Seszeli. Nazwa naukowa pochodzi od greckich słów protos (pierwszy) i arum (roślina z rodzaju obrazków); sechellarum odnosi się do miejsca występowania gatunku. Z uwagi na prymitywną budowę kwiatów uważany jest za gatunek reliktowy, powstały około 85 milionów lat temu, w czasie oddzielenia się Seszeli od Madagaskaru i subkontynentu indyjskiego.

## Morfologia
ŁodygaPodziemna, niemal kulista bulwa pędowa, o długości do 12 cm i średnicy do 8 cm.
LiściePojedynczy liść złożony, od 7- do 11-listkowy, o średnicy do 80 cm. Listki lancetowate, o długości od 25 do 40 cm i szerokości od 8 do 10 cm.
KwiatyRoślina jednopienna. Pojedynczy kwiatostan typu kolbiastego pseudancjum, pojawiający się przed liściem lub razem z nim, składający się z pochwy o długości od 13 do 18 cm, i kolby, o długości od 8 do 12 cm, pokrytej jednopłciowymi kwiatami. Położona u podstawy kolby strefa kwiatów żeńskich oddzielona jest od położonej w środkowej części strefy kwiatów męskich paskiem prątniczek. Prątniczkami (od 4 do 6) otoczony jest też każdy kwiat żeński. Kwiaty męskie 3-6-pręcikowe, synandryczne. Zalążnie 1-komorowe, 4-zalążkowe. Zalążki hemitropowe.
OwoceOdwrotnie jajowate, pomarańczowe, 1-nasienne jagody. Nasiona eliptyczne, o żeberkowanej łupinie. Zalążek dyskoidalny. Bielmo obfite.
Gatunki podobneRośliny z rodzajów kolokazja i alokazja, od których różni się kształtem blaszki liściowej oraz kwiatami żeńskimi otoczonymi prątniczkami.

## Biologia i ekologia
RozwójBylina, geofit. Kwitnie w październiku, marcu i kwietniu. Owocuje w październiku. Latem przechodzi okres spoczynku.
SiedliskoZasiedla bogate w próchnicę gleby wilgotnych lasów równikowych lub wypełnione ściółką szczeliny skalne, często na dużych skałach granitowych. Preferuje stanowiska zacienione, bywa jednakże spotykany również na stanowiskach odsłoniętych, w pełnym słońcu.
GenetykaLiczba chromosomów 2n = 28.